# The Voice (16.ª temporada)
A décima sexta temporada do The Voice, um talent show norte-americano, estreou em 25 de fevereiro de 2019 na NBC. Nesta temporada, John Legend entra pela primeira vez como técnico ao lado de Adam Levine, Blake Shelton e Kelly Clarkson.
Pela décima segunda edição consecutiva, o programa foi transmitido no Brasil através do canal por assinatura Sony, tendo seus episódios exibidos três dias após a transmissão oficial dos Estados Unidos.
A vencedora da temporada foi Maelyn Jarmon, do time de John Legend, após derrotar na final Gyth Rigdon, Dexter Roberts e Andrew Sevener, todos do time Blake. A vitória de Maelyn marcou a vez que John Legend venceu o programa em sua estreia como técnico.

## Técnicos e apresentadores
A décima sexta temporada trouxe o cantor e compositor de R&B John Legend, que entrou para o time de jurados substituindo Jennifer Hudson, enquanto Adam Levine, Blake Shelton e Kelly Clarkson retornam. Carson Daly continuou no comando da atração.

## Episódios

### Episódio 1: The Blind Auditions, parte 1
Legenda
| Ordem | Competidor      | Idade | Cidade Natal                        | Canção            | Escolha dos técnicos e competidores | Escolha dos técnicos e competidores | Escolha dos técnicos e competidores | Escolha dos técnicos e competidores |
| Ordem | Competidor      | Idade | Cidade Natal                        | Canção            | Adam                                | John                                | Kelly                               | Blake                               |
| ----- | --------------- | ----- | ----------------------------------- | ----------------- | ----------------------------------- | ----------------------------------- | ----------------------------------- | ----------------------------------- |
| 1     | Gyth Rigdon     | 24    | Singer, Luisiana                    | "Drift Away"      | —                                   | ✘                                   | ✔                                   | ✔                                   |
| 2     | Maelyn Jarmon   | 26    | Frisco, Texas                       | "Fields of Gold"  | ✔                                   | ✔                                   | ✔                                   | ✔                                   |
| 3     | Karen Galera    | 19    | Guadalajara, México / Dallas, Texas | "Mi Corazoncito"  | —                                   | ✔                                   | ✔                                   | —                                   |
| 4     | Trey Rose       | 27    | Hugo, Oklahoma                      | "Wake Me Up"      | ✔                                   | —                                   | —                                   | ✔                                   |
| 5     | Kim Cherry      | 30    | Niceville, Flórida                  | "No Scrubs"       | —                                   | —                                   | ✔                                   | ✔                                   |
| 6     | AJ Ryan         | 30    | Brooklyn, Nova York                 | "Love Runs Out"   | —                                   | —                                   | —                                   | —                                   |
| 7     | Rizzi Myers     | 29    | Nashville, Tennessee                | "Breathin"        | —                                   | ✘                                   | ✔                                   | ✔                                   |
| 8     | Lisa Ramey      | 33    | Nova York, Nova York                | "Sex on Fire"     | —                                   | ✔                                   | —                                   | —                                   |
| 9     | Jimmy Mowery    | 31    | Altoona, Pensilvânia                | "Attention"       | ✔                                   | ✔                                   | —                                   | —                                   |
| 10    | LiLi Joy        | 15    | Chino Hills, Califórnia             | "Cool"            | —                                   | —                                   | —                                   | ✔                                   |
| 11    | Nathan & Chesi  | 27/28 | Paintsville, Kentucky               | "Waymore's Blues" | —                                   | —                                   | —                                   | —                                   |
| 12    | Matthew Johnson | 26    | Jacksonville, Flórida               | "I Smile"         | ✔                                   | ✔                                   | ✔                                   | ✔                                   |

### Episódio 2: The Blind Auditions, parte 2
| Ordem | Competidor       | Idade | Cidade Natal            | Canção                          | Escolha dos técnicos e competidores | Escolha dos técnicos e competidores | Escolha dos técnicos e competidores | Escolha dos técnicos e competidores |
| Ordem | Competidor       | Idade | Cidade Natal            | Canção                          | Adam                                | John                                | Kelly                               | Blake                               |
| ----- | ---------------- | ----- | ----------------------- | ------------------------------- | ----------------------------------- | ----------------------------------- | ----------------------------------- | ----------------------------------- |
| 1     | Domenic Haynes   | 18    | Tampa, Flórida          | "River"                         | ✔                                   | ✘                                   | —                                   | ✔                                   |
| 2     | Savannah Brister | 17    | Memphis, Tennessee      | "Don't You Worry 'Bout a Thing" | —                                   | ✔                                   | ✔                                   | —                                   |
| 3     | The Bundys       | 25/31 | Cincinnati, Ohio        | "Closer to Fine"                | —                                   | —                                   | ✔                                   | ✔                                   |
| 4     | Klea Olson       | 20    | Layton, Utah            | "No Roots"                      | —                                   | —                                   | —                                   | —                                   |
| 5     | Hannah Kay       | 18    | Magnolia, Texas         | "Coal Miner's Daughter"         | —                                   | —                                   | ✔                                   | ✔                                   |
| 6     | Julian King      | 25    | Filadélfia, Pensilvânia | "All Time Low"                  | ✘                                   | ✔                                   | —                                   | —                                   |

### Episódio 3: The Blind Auditions, parte 3
| Ordem | Competidor         | Idade | Cidade Natal              | Canção                 | Escolha dos técnicos e competidores | Escolha dos técnicos e competidores | Escolha dos técnicos e competidores | Escolha dos técnicos e competidores |
| Ordem | Competidor         | Idade | Cidade Natal              | Canção                 | Adam                                | John                                | Kelly                               | Blake                               |
| ----- | ------------------ | ----- | ------------------------- | ---------------------- | ----------------------------------- | ----------------------------------- | ----------------------------------- | ----------------------------------- |
| 1     | Jacob Maxwell      | 20    | Coeur d'Alene, Idaho      | "Delicate"             | —                                   | ✔                                   | ✔                                   | —                                   |
| 2     | Karly Moreno       | 23    | Mission Viejo, Califórnia | "Starving"             | ✔                                   | —                                   | —                                   | —                                   |
| 3     | Luna Searles       | 37    | Atlanta, Geórgia          | "Nutbush City Limits"  | —                                   | —                                   | —                                   | —                                   |
| 4     | Carter Lloyd Horne | 19    | Marietta, Geórgia         | "Drinkin' Problem"     | —                                   | —                                   | ✔                                   | ✔                                   |
| 5     | Talon Cardon       | 18    | Pleasant Grove, Utah      | "Say You Won't Let Go" | —                                   | ✔                                   | —                                   | —                                   |
| 6     | Patrick McAloon    | 40    | Barrington, Rhode Island  | "Runaway Train"        | ✔                                   | ✔                                   | —                                   | ✔                                   |
| 7     | Ruby McAloon       | 16    | Barrington, Rhode Island  | "Back to You"          | —                                   | —                                   | —                                   | —                                   |
| 8     | Alena D’Amico      | 27    | Shelby, Michigan          | "In My Blood"          | —                                   | —                                   | ✔                                   | ✔                                   |
| 9     | Kanard Thomas      | 28    | Jacksonville, Flórida     | "Riding With the King" | —                                   | —                                   | —                                   | —                                   |
| 10    | Dexter Roberts     | 27    | Fayette, Alabama          | "Like a Cowboy"        | ✔                                   | ✔                                   | ✔                                   | ✔                                   |
| 11    | Jej Vinson         | 22    | Dávao, Filipinas          | "Passionfruit"         | ✔                                   | ✔                                   | ✔                                   | ✔                                   |

### Episódio 4: The Blind Auditions, parte 4
| Ordem | Competidor       | Idade | Cidade Natal           | Canção                                     | Escolha dos técnicos e competidores | Escolha dos técnicos e competidores | Escolha dos técnicos e competidores | Escolha dos técnicos e competidores |
| Ordem | Competidor       | Idade | Cidade Natal           | Canção                                     | Adam                                | John                                | Kelly                               | Blake                               |
| ----- | ---------------- | ----- | ---------------------- | ------------------------------------------ | ----------------------------------- | ----------------------------------- | ----------------------------------- | ----------------------------------- |
| 1     | Betsy Ade        | 40    | Kenosha, Wisconsin     | "Hunger"                                   | ✔                                   | ✔                                   | —                                   | —                                   |
| 2     | Dalton Dover     | 20    | Aragon, Geórgia        | "Don't Close Your Eyes"                    | —                                   | —                                   | —                                   | ✔                                   |
| 3     | Rebecca Howell   | 18    | Cochran, Geórgia       | "The Night the Lights Went Out in Georgia" | —                                   | ✔                                   | ✔                                   | ✔                                   |
| 4     | Kendra Checketts | 19    | San Diego, Califórnia  | "Sober"                                    | —                                   | —                                   | —                                   | ✔                                   |
| 5     | J.T. Rodriguez   | 28    | Chattanooga, Tennessee | "Higher Love"                              | —                                   | —                                   | —                                   | —                                   |
| 6     | LB Crew          | 29    | Little Rock, Arkansas  | "Waves"                                    | ✔                                   | ✔                                   | ✔                                   | ✔                                   |

### Episódio 5: The Blind Auditions, parte 5
| Ordem | Competidor           | Idade | Cidade Natal                    | Canção                                                 | Escolha dos técnicos e competidores | Escolha dos técnicos e competidores | Escolha dos técnicos e competidores | Escolha dos técnicos e competidores |
| Ordem | Competidor           | Idade | Cidade Natal                    | Canção                                                 | Adam                                | John                                | Kelly                               | Blake                               |
| ----- | -------------------- | ----- | ------------------------------- | ------------------------------------------------------ | ----------------------------------- | ----------------------------------- | ----------------------------------- | ----------------------------------- |
| 1     | Beth Griffith-Manley | 46    | Detroit, Michigan               | "Until You Come Back to Me (That's What I'm Gonna Do)" | —                                   | ✔                                   | ✔                                   | —                                   |
| 2     | Selkii               | 31    | Durban, África do Sul           | "I Try"                                                | ✔                                   | —                                   | —                                   | ✔                                   |
| 3     | Jae Jin              | 33    | Baltimore, Marilândia           | "Hallelujah I Love Her So"                             | —                                   | —                                   | —                                   | —                                   |
| 4     | Denton Arnell        | 32    | Chicago, Illinois               | "Hold On, We're Going Home"                            | —                                   | ✔                                   | —                                   | —                                   |
| 5     | Ciera Dumas          | 21    | Kernersville, Carolina do Norte | "Tell Me You Love Me"                                  | ✔                                   | ✔                                   | —                                   | —                                   |
| 6     | Andrew Sevener       | 22    | Alvarado, Texas                 | "Honky Tonk Women"                                     | —                                   | —                                   | —                                   | ✔                                   |
| 7     | Mari                 | 20    | Clermont, Flórida               | "Boo'd Up"                                             | ✔                                   | ✔                                   | ✔                                   | —                                   |
| 8     | Crystal Rose         | 26    | Kansas City, Missouri           | "Wicked Game"                                          | —                                   | —                                   | —                                   | —                                   |
| 9     | Abby Kasch           | 20    | Palos Park, Illinois            | "Here for the Party"                                   | —                                   | —                                   | ✔                                   | ✔                                   |
| 10    | Mikaela Astel        | 14    | Queens, Nova York               | "Electric Love"                                        | —                                   | ✔                                   | ✔                                   | —                                   |
| 11    | Anthony Ortiz        | 20    | Tampa, Flórida                  | "What Makes You Beautiful"                             | ✔                                   | —                                   | —                                   | —                                   |
| 12    | Oliv Blu             | 20    | Flossmoor, Illinois             | "On & On"                                              | —                                   | ✔                                   | —                                   | —                                   |
| 13    | Kayla Seeber         | 18    | Poplar Grove, Illinois          | "...Baby One More Time"                                | —                                   | —                                   | —                                   | —                                   |
| 14    | Shawn Sounds         | 33    | Houston, Texas                  | "All My Life"                                          | ✔                                   | ✔                                   | ✔                                   | ✔                                   |

### Episódio 6: The Blind Auditions, parte 6
| Ordem | Competidor       | Idade | Cidade Natal                     | Canção                        | Escolha dos técnicos e competidores | Escolha dos técnicos e competidores | Escolha dos técnicos e competidores | Escolha dos técnicos e competidores |
| Ordem | Competidor       | Idade | Cidade Natal                     | Canção                        | Adam                                | John                                | Kelly                               | Blake                               |
| --- | ---------------- | ----- | -------------------------------- | ----------------------------- | ----------------------------------- | ----------------------------------- | ----------------------------------- | ----------------------------------- |
| 1 | Celia Babini     | 17    | Nova York, Nova York             | "Idontwannabeyouanymore"      | ✔                                   | ✔                                   | ✔                                   | ✔                                   |
| 2 | Cecily Hannigan  | 16    | Conway, Carolina do Norte        | "Foolish Games"               | —                                   | —                                   | —                                   | ✔                                   |
| 3 | Kalvin Jarvis    | 29    | Tucson, Arizona                  | "A Good Night"                | ✔                                   | —                                   | ✔                                   | —                                   |
| 4 | Ava August       | 13    | Laguna Niguel, Califórnia        | "The House of the Rising Sun" | —                                   | —                                   | —                                   | —                                   |
| 5 | David Owens      | 24    | Indianapolis, Indiana            | "I Can't Make You Love Me"    | —                                   | —                                   | ✔                                   | —                                   |
| 6 | Presley Tennant  | 16    | Norco, Califórnia                | "Stone Cold"                  | —                                   | —                                   | ✔                                   | —                                   |
| 7 | Rod Stokes       | 34    | Grand Bay, Alabama               | "To Love Somebody"            | ✔                                   | ✔                                   | —                                   | ✔                                   |
| 8 | Calista Garcia   | 17    | Arlington, Virgínia              | "Wishing Well"                | —                                   | —                                   | —                                   | N/A                                 |
| 9 | Andrew Jannakos  | 25    | Flowery Branch, Geórgia          | "Beautiful Crazy"             | ✔                                   | —                                   | ✔                                   | N/A                                 |
| 10 | Kayslin Victoria | 16    | Clermont, Flórida                | "Feel It Still"               | N/A                                 | ✔                                   | ✔                                   | N/A                                 |
| 11 | Maddi Fraser     | 24    | La Cañada Flintridge, Califórnia | "Get It While You Can"        | N/A                                 | N/A                                 | —                                   | N/A                                 |
| 12 | Madelyn Grant    | 25    | Detroit, Michigan                | "Use Me"                      | N/A                                 | N/A                                 | —                                   | N/A                                 |
| 13 | Jackson Marlow   | 18    | Rogersville, Alabama             | "Troubadour"                  | N/A                                 | N/A                                 | ✔                                   | N/A                                 |
| Designação "N/A" em "Escolha dos técnicos e competidores" significa que o time do técnico já estava completo |                  |       |                                  |                               |                                     |                                     |                                     |                                     |

### Episódio 7: The Blind Auditions, melhores momentos
O oitavo episódio da temporada recapitulou os melhores momentos das audições às cegas, exibindo a formação dos quatro times, os bastidores dos episódios anteriores e uma prévia da fase seguinte, os Battle Rounds.

### Episódios 8 a 11: The Battle Rounds
A fase de batalhas (em inglês, Battle Rounds) começaram em 25 de março. Os conselheiros da 16ª temporada incluem: Charlie Puth para o Time Adam, Khalid para o Time John, Kelsea Ballerini para o Time Kelly e Brooks & Dunn para o Time Blake.
Os técnicos podem pegar dois artistas perdedores de outros técnicos. Os competidores que vencerem a batalha ou perderam, mas foram pegos por outro técnico avançam para a nova fase Cross Battles. Três competidores que perderam suas batalhas e não foram pegos ganharam uma nova oportunidade de retornar a competição através do Comeback Stage.
Legenda:
| Episódio | Técnico        | Ordem | Vencedor           | Canção                                 | Perdedor             | Resultado do 'Steal' | Resultado do 'Steal' | Resultado do 'Steal' | Resultado do 'Steal' |  |
| Episódio | Técnico        | Ordem | Vencedor           | Canção                                 | Perdedor             | Adam                 | John                 | Kelly                | Blake                |  |
| -------- | -------------- | ----- | ------------------ | -------------------------------------- | -------------------- | -------------------- | -------------------- | -------------------- | -------------------- |  |
|          |                |       |                    |                                        |                      |                      |                      |                      |                      |  |
| 8        | John Legend    | 1     | Shawn Sounds       | "Never Too Much"                       | Matthew Johnson      | ✔                    | N/A                  | ✔                    | —                    |  |
| 8        | Kelly Clarkson | 2     | The Bundys         | "Songbird"                             | Mikaela Astel        | —                    | —                    | N/A                  | —                    |  |
| 8        | Blake Shelton  | 3     | Gyth Rigdon        | "Drunk Me"                             | Rod Stokes           | ✔                    | —                    | —                    | N/A                  |  |
| 8        | Adam Levine    | 4     | Domenic Haynes     | "I Need a Dollar"                      | Trey Rose            | N/A                  | —                    | —                    | —                    |  |
| 8        | John Legend    | 5     | Maelyn Jarmon      | "When We Were Young"                   | Savannah Brister     | —                    | N/A                  | —                    | —                    |  |
| 8        | Kelly Clarkson | 6     | Jej Vinson         | "Jealous"                              | Beth Griffith-Manley | —                    | ✔                    | N/A                  | —                    |  |
|          |                |       |                    |                                        |                      |                      |                      |                      |                      |  |
| 9        | Adam Levine    | 1     | Celia Babini       | "FRIENDS"                              | Karly Moreno         | N/A                  | —                    | —                    | ✔                    |  |
| 9        | John Legend    | 2     | Julian King        | "Grenade"                              | Denton Arnell        | —                    | N/A                  | —                    | —                    |  |
| 9        | Kelly Clarkson | 3     | Presley Tennant    | "Whataya Want from Me"                 | Rizzi Myers          | —                    | —                    | N/A                  | —                    |  |
| 9        | Blake Shelton  | 4     | Dexter Roberts     | "Hurricane"                            | Dalton Dover         | —                    | —                    | —                    | N/A                  |  |
| 9        | Adam Levine    | 5     | LB Crew            | "Done For Me"                          | Ciera Dumas          | N/A                  | —                    | —                    | —                    |  |
| 9        | Blake Shelton  | 6     | Kim Cherry         | "Here"                                 | Kendra Checketts     | ✔                    | ✔                    | —                    | N/A                  |  |
|          |                |       |                    |                                        |                      |                      |                      |                      |                      |  |
| 10       | John Legend    | 1     | Lisa Ramey         | "The Joke"                             | Betsy Ade            | N/A                  | N/A                  | ✔                    | —                    |  |
| 10       | Adam Levine    | 2     | Mari Jones         | "I Like Me Better"                     | Anthony Ortiz        | N/A                  | —                    | N/A                  | —                    |  |
| 10       | Blake Shelton  | 3     | Andrew Sevener     | "Tequila"                              | Hannah Kay           | N/A                  | —                    | N/A                  | N/A                  |  |
| 10       | Kelly Clarkson | 4     | Abby Kasch         | "Bring On the Rain"                    | Jackson Marlow       | N/A                  | —                    | N/A                  | —                    |  |
| 10       | John Legend    | 5     | Jacob Maxwell      | "Every Little Thing She Does Is Magic" | Talon Cardon         | N/A                  | N/A                  | N/A                  | —                    |  |
| 10       | Kelly Clarkson | 6     | Rebecca Howell     | "Unchained Melody"                     | David Owens          | N/A                  | —                    | N/A                  | —                    |  |
| 10       | Adam Levine    | 7     | Kalvin Jarvis      | "U Got It Bad"                         | Jimmy Mowery         | N/A                  | ✔                    | N/A                  | —                    |  |
|          |                |       |                    |                                        |                      |                      |                      |                      |                      |  |
| 11       | Adam Levine    | 1     | Andrew Jannakos    | "Free Fallin'"                         | Patrick McAloon      | N/A                  | N/A                  | N/A                  | —                    |  |
| 11       | Blake Shelton  | 2     | Selkii             | "Head Above Water"                     | Cecily Hannigan      | N/A                  | N/A                  | N/A                  | N/A                  |  |
| 11       | Blake Shelton  | 3     | Carter Lloyd Horne | "I Got You Babe"                       | LiLi Joy             | N/A                  | N/A                  | N/A                  | N/A                  |  |
| 11       | Kelly Clarkson | 4     | Karen Galera       | "Imagine"                              | Alena D’Amico        | N/A                  | N/A                  | N/A                  | —                    |  |
| 11       | John Legend    | 5     | Kayslin Victoria   | "Location"                             | Oliv Blu             | N/A                  | N/A                  | N/A                  | ✔                    |  |

### Episódios 12 a 15: Cross Battles ao vivo
Legenda:
| Episódio | Ordem | Desafiante     | Desafiante          | Desafiante         | Desafiado            | Desafiado                               | Desafiado      | Resultado do 'Steal'/'Save' | Resultado do 'Steal'/'Save' | Resultado do 'Steal'/'Save' | Resultado do 'Steal'/'Save' |
| Episódio | Ordem | Técnico        | Canção              | Artista            | Artista              | Canção                                  | Técnico        | Adam                        | John                        | Kelly                       | Blake                       |
| -------- | ----- | -------------- | ------------------- | ------------------ | -------------------- | --------------------------------------- | -------------- | --------------------------- | --------------------------- | --------------------------- | --------------------------- |
|          |       |                |                     |                    |                      |                                         |                |                             |                             |                             |                             |
| 12 & 13  | 1     | Blake Shelton  | "Poison"            | Kim Cherry         | Betsy Ade            | "You Oughta Know"                       | Kelly Clarkson | ✔                           | ✔                           | —                           | —                           |
| 12 & 13  | 4     | Kelly Clarkson | "Who's Lovin' You"  | Matthew Johnson    | Domenic Haynes       | "Damn Your Eyes"                        | Adam Levine    | ✔                           | —                           | —                           | —                           |
| 12 & 13  | 8     | John Legend    | "Mad World"         | Maelyn Jarmon      | Rod Stokes           | "How Am I Supposed to Live Without You" | Adam Levine    | Time completo               | —                           | ✔                           | —                           |
| 12 & 13  | 6     | Adam Levine    | "A Thousand Years"  | Celia Babini       | Oliv Blu             | "Gravity"                               | Blake Shelton  | Time completo               | ✔                           | Steal usado                 | —                           |
| 12 & 13  | 5     | Kelly Clarkson | "Love on the Brain" | Presley Tennant    | Kayslin Victoria     | "Stay"                                  | John Legend    | Time completo               | —                           | Steal usado                 | —                           |
| 12 & 13  | 3     | John Legend    | "It Hurt So Bad"    | Lisa Ramey         | Karen Galera         | "Unfaithful"                            | Kelly Clarkson | Time completo               | Steal usado                 | —                           | —                           |
| 12 & 13  | 2     | Adam Levine    | "My My My!"         | Mari               | Selkii               | "Torn"                                  | Blake Shelton  | Time completo               | Steal usado                 | Steal usado                 | ✔                           |
| 12 & 13  | 7     | Blake Shelton  | "Believe"           | Dexter Roberts     | Andrew Jannakos      | "Yours"                                 | Adam Levine    | Time completo               | Steal usado                 | Steal usado                 | —                           |
|          |       |                |                     |                    |                      |                                         |                |                             |                             |                             |                             |
| 14 & 15  | 1     | Adam Levine    | "Wade in the Water" | LB Crew            | Jej Vinson           | "Versace on the Floor"                  | Kelly Clarkson | Time completo               | Steal usado                 | Steal usado                 | —                           |
| 14 & 15  | 6     | Adam Levine    | "Cold Water"        | Kendra Checketts   | Jimmy Mowery         | "Mercy"                                 | John Legend    | Time completo               | Steal usado                 | Steal usado                 | ✔                           |
| 14 & 15  | 5     | John Legend    | "Lay Me Down"       | Shawn Sounds       | Karly Moreno         | "Down"                                  | Blake Shelton  | Time completo               | Steal usado                 | Steal usado                 | Time completo               |
| 14 & 15  | 3     | Blake Shelton  | "Way Down We Go"    | Carter Lloyd Horne | Jacob Maxwell        | "You're Still the One"                  | John Legend    | Time completo               | ✔                           | Steal usado                 | Time completo               |
| 14 & 15  | 2     | Adam Levine    | "New Rules"         | Kalvin Jarvis      | Julian King          | "Hello"                                 | John Legend    | Time completo               | Time completo               | Steal usado                 | Time completo               |
| 14 & 15  | 7     | Kelly Clarkson | "Any Man of Mine"   | Rebecca Howell     | Beth Griffith-Manley | "I Put a Spell on You"                  | John Legend    | Time completo               | Time completo               | Steal usado                 | Time completo               |
| 14 & 15  | 8     | Blake Shelton  | "Goodbye Time"      | Gyth Rigdon        | Abby Kasch           | "Cupid’s Got a Shotgun"                 | Kelly Clarkson | Time completo               | Time completo               | ✔                           | Time completo               |
| 14 & 15  | 4     | Kelly Clarkson | "The Letter"        | The Bundys         | Andrew Sevener       | "Modern Day Bonnie and Clyde"           | Blake Shelton  | Time completo               | Time completo               | Time completo               | Time completo               |

| Ordem | Artista        | Canção       |
| ----- | -------------- | ------------ |
| 13.1  | John Legend    | "Preach"     |
| 15.1  | Brynn Cartelli | "Grow Young" |

### Episódios 16 e 17: Playoffs ao vivo
Durante os novos "Playoffs ao vivo", os membros restantes de cada equipe encararam pela primeira vez o voto do público para avançar à fase seguinte: os oito mais votados independente de seu time avançaram direto, enquanto o menos votados aguardaram a decisão do técnico, que só pôde salvar um deles. 
A transmissão da noite de segunda-feira contou com todas as equipes e a transmissão da terça à noite contou com os resultados, juntamente com o matchup final do The Comeback Stage.
Legenda:
| 16                             | Kelly Clarkson | 1  | Rod Stokes         | "Midnight Rider"               | Salvo                |  |  |  |  |  |  |
| 16                             | Kelly Clarkson | 2  | Matthew Johnson    | "Ordinary People"              | Eliminado            |  |  |  |  |  |  |
| 16                             | Kelly Clarkson | 3  | Rebecca Howell     | "Wild One"                     | Eliminada            |  |  |  |  |  |  |
| 16                             | Kelly Clarkson | 4  | Presley Tennant    | "Nothing Breaks Like a Heart   | Eliminada            |  |  |  |  |  |  |
| 16                             | Kelly Clarkson | 5  | Abby Kasch         | "I Got the Boy"                | Eliminada            |  |  |  |  |  |  |
| 16                             | Kelly Clarkson | 6  | Jej Vinson         | "Love Lies"                    | Escolha de Kelly     |  |  |  |  |  |  |
| 16                             | John Legend    | 7  | Lisa Ramey         | "The Weight"                   | Eliminada            |  |  |  |  |  |  |
| 16                             | John Legend    | 8  | Jacob Maxwell      | "Total Eclipse of the Heart"   | Eliminado            |  |  |  |  |  |  |
| 16                             | John Legend    | 9  | Jimmy Mowery       | "Youngblood"                   | Eliminado            |  |  |  |  |  |  |
| 16                             | John Legend    | 10 | Celia Babini       | "The Chain"                    | Escolha de John      |  |  |  |  |  |  |
| 16                             | John Legend    | 11 | Maelyn Jarmon      | "Fallingwater"                 | Salva                |  |  |  |  |  |  |
| 16                             | John Legend    | 12 | Shawn Sounds       | "Higher Ground"                | Salvo                |  |  |  |  |  |  |
| 16                             | Adam Levine    | 13 | Kalvin Jarvis      | "Mine"                         | Eliminado            |  |  |  |  |  |  |
| 16                             | Adam Levine    | 14 | Betsy Ade          | "Are You Gonna Be My Girl"     | Eliminada            |  |  |  |  |  |  |
| 16                             | Adam Levine    | 15 | Mari               | "Work It Out"                  | Escolha de Adam      |  |  |  |  |  |  |
| 16                             | Adam Levine    | 16 | Domenic Haynes     | "Love is a Losing Game"        | Eliminado            |  |  |  |  |  |  |
| 16                             | Blake Shelton  | 17 | Andrew Sevener     | "Boots On"                     | Salvo                |  |  |  |  |  |  |
| 16                             | Blake Shelton  | 18 | Selkii             | "Iris"                         | Eliminada            |  |  |  |  |  |  |
| 16                             | Blake Shelton  | 19 | Oliv Blu           | "The Girl from Ipanema"        | Escolha de Blake     |  |  |  |  |  |  |
| 16                             | Blake Shelton  | 20 | Gyth Rigdon        | "I Want to Be Loved Like That" | Salvo                |  |  |  |  |  |  |
| 16                             | Blake Shelton  | 21 | Kendra Checketts   | "Bad Guy"                      | Eliminada            |  |  |  |  |  |  |
| 16                             | Blake Shelton  | 22 | Carter Lloyd Horne | "Heartbreak Hotel"             | Salvo                |  |  |  |  |  |  |
| 16                             | Blake Shelton  | 23 | Kim Cherry         | "Waterfalls"                   | Salva                |  |  |  |  |  |  |
| 16                             | Blake Shelton  | 24 | Dexter Roberts     | "Ain't Nothing 'bout You"      | Salvo                |  |  |  |  |  |  |
|                                |                |    |                    |                                |                      |  |  |  |  |  |  |
| Performances do Comeback Stage |                |    |                    |                                |                      |  |  |  |  |  |  |
| 17                             | Bebe Rexha     | 1  | Kanard Thomas      | "Call Out My Name"             | Eliminado            |  |  |  |  |  |  |
| 17                             | Bebe Rexha     | 2  | LB Crew            | "Electric Feel"                | Escolheu o Team Adam |  |  |  |  |  |  |

| Ordem | Artista                                                                   | Canção               |
| ----- | ------------------------------------------------------------------------- | -------------------- |
| 17.1  | Adam Levine e seu time (Betsy Ade, Domenic Haynes, Kalvin Jarvis, e Mari) | "Is This Love"       |
| 17.2  | Kelly Clarkson                                                            | "Broken & Beautiful" |

### Episódios 18 e 19: Shows ao vivo - Top 13
| Episódio      | Técnico        | Ordem | Competidor         | Canção                                  | Resultado    |
| ------------- | -------------- | ----- | ------------------ | --------------------------------------- | ------------ |
| 18            | Blake Shelton  | 1     | Gyth Rigdon        | "Nobody but Me"                         | Salvo        |
| 18            | Blake Shelton  | 2     | Kim Cherry         | "Whatta Man"                            | Middle 3     |
| 18            | Kelly Clarkson | 3     | Jej Vinson         | "Close"                                 | Eliminado    |
| 18            | Blake Shelton  | 4     | Andrew Sevener     | "She Got the Best of Me"                | Salvo        |
| 18            | Blake Shelton  | 5     | Oliv Blu           | "Smooth Operator"                       | Eliminada    |
| 18            | Blake Shelton  | 6     | Dexter Roberts     | "Something Like That"                   | Salvo        |
| 18            | John Legend    | 7     | Shawn Sounds       | "A House Is Not a Home"                 | Salvo        |
| 18            | John Legend    | 8     | Celia Babini       | "Shallow"                               | Eliminada    |
| 18            | Adam Levine    | 9     | LB Crew            | "I'll Make Love to You"                 | Middle 3     |
| 18            | Adam Levine    | 10    | Mari               | "Foolish"                               | Middle 3     |
| 18            | Blake Shelton  | 11    | Carter Lloyd Horne | "Let It Go"                             | Salvo        |
| 18            | Kelly Clarkson | 12    | Rod Stokes         | "When a Man Loves a Woman"              | Salvo        |
| 18            | John Legend    | 13    | Maelyn Jarmon      | "The Scientist"                         | Salva        |
|               |                |       |                    |                                         |              |
| Última Chance |                |       |                    |                                         |              |
| 19            | Blake Shelton  | 1     | Kim Cherry         | "My Lovin' (You're Never Gonna Get It)" | Instant Save |
| 19            | Adam Levine    | 2     | Mari               | "Latch"                                 | Eliminada    |
| 19            | Adam Levine    | 3     | LB Crew            | "Better"                                | Eliminado    |

| Ordem | Artista | Canção                   |
| ----- | --- | ------------------------ |
| 19.1  | John Legend e seu time (Celia Babini, Maelyn Jarmon e Shawn Sounds)                                               | "I Say a Little Prayer"  |
| 19.2  | Blake Shelton e seu time (Andrew Sevener, Carter Lloyd Horne, Dexter Roberts, Gyth Rigdon, Kim Cherry e Oliv Blu) | "Got My Mind Set On You" |

### Episódio 20 e 21: Semifinal ao vivo - Top 8
| Episódio      | Técnico        | Ordem | Competidor         | Canção                          | Resultado    |
| ------------- | -------------- | ----- | ------------------ | ------------------------------- | ------------ |
| 20            | Blake Shelton  | 1     | Andrew Sevener     | "Long Haired Country Boy"       | Middle 3     |
| 20            | Blake Shelton  | 2     | Gyth Rigdon        | "God Bless the U.S.A."          | Salvo        |
| 20            | Blake Shelton  | 3     | Kim Cherry         | "Together Again"                | Eliminada    |
| 20            | Blake Shelton  | 4     | Carter Lloyd Horne | "Take Me to Church"             | Eliminado    |
| 20            | Kelly Clarkson | 5     | Rod Stokes         | "Go Rest High on That Mountain" | Middle 3     |
| 20            | John Legend    | 6     | Maelyn Jarmon      | "Stay"                          | Salva        |
| 20            | Blake Shelton  | 7     | Dexter Roberts     | "Here Without You"              | Salvo        |
| 20            | John Legend    | 8     | Shawn Sounds       | "A Song for You"                | Middle 3     |
|               |                |       |                    |                                 |              |
| Última Chance |                |       |                    |                                 |              |
| 21            | Blake Shelton  | 1     | Andrew Sevener     | "Simple Man"                    | Instant Save |
| 21            | Kelly Clarkson | 2     | Rod Stokes         | "Brother"                       | Eliminado    |
| 21            | John Legend    | 3     | Shawn Sounds       | "That's What I Like"            | Eliminado    |

| Ordem | Artista                                | Canção          |
| ----- | -------------------------------------- | --------------- |
| 20.1  | Kim Cherry & Shawn Sounds              | "Eleanor Rigby" |
| 20.2  | Maelyn Jarmon & Rod Stokes             | "Yesterday"     |
| 20.3  | Dexter Roberts & Gyth Rigdon           | "Hey Jude"      |
| 20.4  | Andrew Sevener & Carter Lloyd Horne    | "Help!"         |
| 21.1  | Blake Shelton                          | "God's Country" |
| 21.2  | Kris                                   | "Ain't Nobody"  |
| 21.3  | Kelly Clarkson e seu time (Rod Stokes) | "Chances Are"   |
| 21.4  | Emily Ann Roberts                      | "Someday Dream" |

### Episódios 22 e 23: Final ao vivo - Top 4
| Técnico       | Competidor     | Ordem | Canção Solo           | Ordem | Canção do Dueto                        | Ordem | Canção Original               | Resultado |
| ------------- | -------------- | ----- | --------------------- | ----- | -------------------------------------- | ----- | ----------------------------- | --------- |
| John Legend   | Maelyn Jarmon  | 12    | "Hallelujah"          | 6     | "Unforgettable" (com John Legend)      | 1     | "Wait for You"                | Vencedora |
| Blake Shelton | Andrew Sevener | 9     | "Lips of an Angel"    | 2     | "All Right Now" (com Blake Shelton)    | 5     | "Rural Route Raising"         | 4° lugar  |
| Blake Shelton | Dexter Roberts | 3     | "Anything Goes"       | 10    | "Hard Workin' Man" (com Blake Shelton) | 8     | "Looking Back"                | 3° lugar  |
| Blake Shelton | Gyth Rigdon    | 7     | "Once in a Blue Moon" | 4     | "Take It Easy" (com Blake Shelton)     | 11    | "Proof I’ve Always Loved You" | 2° lugar  |

| Ordem | Artista                                                           | Canção               |
| ----- | ----------------------------------------------------------------- | -------------------- |
| 23.1  | Travis Tritt & Andrew Sevener                                     | "T-R-O-U-B-L-E"      |
| 23.2  | Jonas Brothers                                                    | "Cool"               |
| 23.3  | Khalid                                                            | "Talk"               |
| 23.4  | Kim Cherry & Mari                                                 | "Good as Hell"       |
| 23.5  | Domenic Haynes, Jej Vinson, Kalvin Jarvis, LB Crew & Shawn Sounds | "My Prerogative"     |
| 23.6  | OneRepublic                                                       | "Rescue Me"          |
| 23.7  | Hootie & the Blowfish                                             | "Let Her Cry"        |
| 23.8  | Sarah McLachlan & Maelyn Jarmon                                   | "Angel"              |
| 23.9  | BTS                                                               | "Boy with Luv"       |
| 23.10 | Toby Keith & Dexter Roberts                                       | "That's Country Bro" |
| 23.11 | Halsey                                                            | "Nightmare"          |
| 23.12 | Betsy Ade, Celia Babini, Lisa Ramey & Presley Tennant             | "Edge of Seventeen"  |
| 23.13 | Hootie & the Blowfish & Gyth Rigdon                               | "Hold My Hand"       |
| 23.14 | Taylor Swift & Brendon Urie                                       | "Me!"                |

## Times
| Competição principal Vencedor(a) Vice Terceiro colocado Quarto colocado Eliminado(a) nas apresentações ao vivo Eliminado(a) no Top 24 ao vivo Artista pego por outro técnico nas Cross Battles ao vivo Eliminado(a) nas Cross Battles ao vivo Artista eliminado(a) mas selecionado(a) para participar no Comeback Stage (nome riscado) Artista pego por outro técnico na Battle Rounds (nome riscado) Eliminado(a) na Battle Rounds | Comeback Stage Se juntou a outro time Eliminado(a) no Top 24 ao vivo Eliminado(a) na Final Eliminado(a) na Semifinal Eliminado(a) nas segundas Battle Rounds Eliminado(a) nas primeiras Battle Rounds |

| Técnicos | Artistas             | Artistas         | Artistas           | Artistas         | Artistas | Artistas |
| --- | -------------------- | ---------------- | ------------------ | ---------------- | -------- | -------- |
| Adam Levine |                      |                  |                    |                  |          |          |
| Mari | LB Crew              | Betsy Ade        | Domenic Haynes     | Kalvin Jarvis    |          |          |
| LB Crew | Celia Babini         | Kendra Checketts | Rod Stokes         | Andrew Jannakos  |          |          |
| Ciera Dumas | Jimmy Mowery         | Karly Moreno     | Anthony Ortiz      | Patrick McAloon  |          |          |
| Trey Rose |                      |                  |                    |                  |          |          |
| John Legend |                      |                  |                    |                  |          |          |
| Maelyn Jarmon | Shawn Sounds         | Celia Babini     | Jacob Maxwell      | Jimmy Mowery     |          |          |
| Lisa Ramey | Beth Griffith-Manley | Julian King      | Kayslin Victoria   | Savannah Brister |          |          |
| Betsy Ade | Matthew Johnson      | Oliv Blu         | Denton Arnell      | Talon Cardon     |          |          |
| Kelly Clarkson |                      |                  |                    |                  |          |          |
| Rod Stokes | Jej Vinson           | Abby Kasch       | Matthew Johnson    | Presley Tennant  |          |          |
| Rebecca Howell | Betsy Ade            | Karen Galera     | The Bundys         | David Owens      |          |          |
| Beth Griffith-Manley | Alena D'Amico        | Jackson Marlow   | Mikaela Astel      | Rizzi Myers      |          |          |
| Blake Shelton |                      |                  |                    |                  |          |          |
| Gyth Rigdon | Dexter Roberts       | Andrew Sevener   | Carter Lloyd Horne | Kim Cherry       |          |          |
| Oliv Blu | Kendra Checketts     | Selkii           | Karly Moreno       | Kendra Checketts |          |          |
| Rod Stokes | Cecily Hannigan      | Dalton Dover     | Hannah Kay         | LiLi Joy         |          |          |
| Bebe Rexha (Comeback Stage) |                      |                  |                    |                  |          |          |
| LB Crew | Kanard Thomas        | Ciera Dumas      | Savannah Brister   | David Owens      |          |          |
| Kayla Seeber | Nathan & Chesi       | Crystal Rose     | J.T. Rodriguez     | Klea Olson       |          |          |
| Participantes em itálico iniciaram a disputa em um time, mas foram pegos por outro técnico na fase das batalhas ou Cross Battles. Participantes sublinhados foram salvos pelo "The Comeback Stage" e se juntaram a outro time. |                      |                  |                    |                  |          |          |